# Superpotere

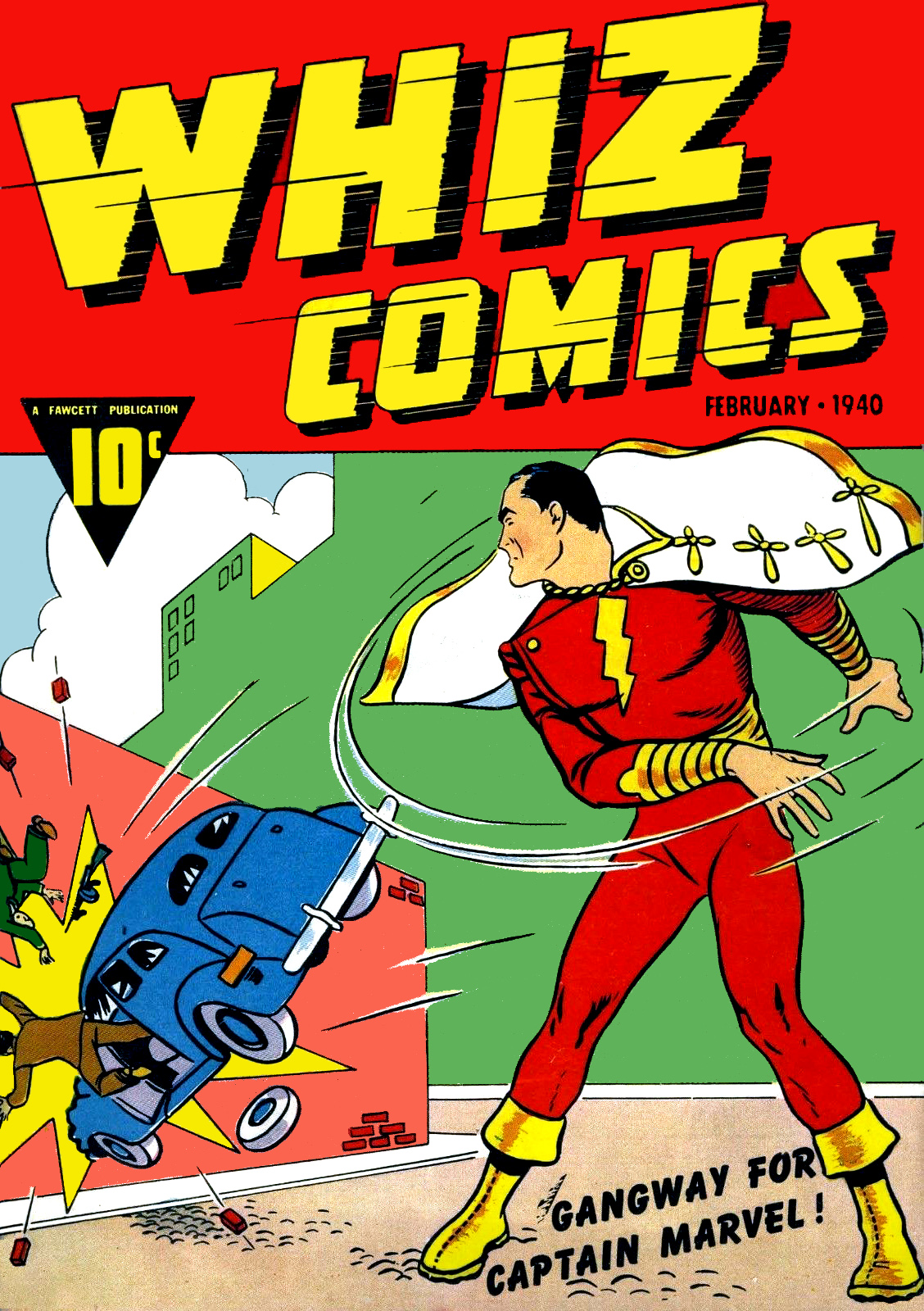
Capitan Marvel usa la superforza.

Il superpotere è una capacità sovrumana fisica e/o mentale che distingue nel mondo immaginario dei fumetti, della letteratura, del cinema o dei videogiochi, un supereroe o un supercriminale dalle persone comuni.
In genere, i superpoteri di un personaggio contribuiscono in maniera sostanziale alla sua caratterizzazione; ad essi fa riferimento l'alias del supereroe e, spesso, il suo abbigliamento. Per esempio, sia il nome "Uomo Ragno" che la tuta decorata con motivi a forma di ragnatele furono scelti da Peter Parker quando si accorse di aver acquisito capacità superumane paragonabili a quelle di un aracnide.
L'origine dei superpoteri è di varia natura. In alcuni casi, si tratta di capacità innate dovute a fisiologie aliene come per il caso di Superman o mutanti nel caso degli X-Men; in altri, i poteri si sviluppano in modo casuale, in genere in seguito a un incidente insolito (Fantastici Quattro oppure l'Uomo Sabbia); alcuni personaggi di questo genere non sono dotati di superpoteri e aumentano la loro efficienza con ritrovati tecnologici, come Batman, Iron Man o il Punitore. Casi più rari sono quelli in cui i superpoteri hanno origine soprannaturale, come per Ghost Rider o il Dottor Strange, o talvolta anche divina, come per Moon Knight.
I superpoteri sono in genere bilanciati da un punto debole, spesso correlato agli stessi poteri. Per esempio, Superman è vulnerabile alle radiazioni della kryptonite, residuo del suo mondo natale innocua per i terrestri, mentre la Torcia Umana, i cui superpoteri sono legati al fuoco, diventa un comune mortale in assenza di ossigeno necessario per la combustione.

## Origini
Le origini più diffuse dei superpoteri possono essere schematizzate e riassumersi in:
- Sovrannaturale: magica per personaggi come il Dottor Strange, Dottor Occult e Dottor Fate o mistica nel caso di personaggi come Magdalena o Ghost Rider
- Aliena: per personaggi come Superman o Martian Manhunter[13]
- Cosmica: per personaggi come Silver Surfer che acquistano i loro poteri grazie a entità cosmiche[14]
- Universale: per personaggi come Fenice, Witchblade e Darkness i cui poteri derivano da forze dell'universo[15]
- Divina: nei casi di Thor e Wonder Woman che hanno i loro poteri per retaggio divino[16]
- Tecnologica: come per Batman, il Punitore, Iron Man o Deathlok[9]
- Genetica: nel caso dei mutanti come gli X-Men che prendono i loro poteri da un DNA evoluto diversamente rispetto a quello umano,[17] o nel caso degli Inumani, derivanti da una stirpe del genere umano di cui è stata accelerata l'evoluzione da parte degli alieni Kree.[18]
- Accidentale: nel caso dei summenzionati Fantastici Quattro, Uomo Sabbia[19] e Dottor Destino,[7] che acquisiscono i loro poteri in seguito e/o in conseguenza di un incidente generalmente con fenomeni naturali. Dell'origine incidentale si possono elencare due sottoinsiemi che valgono anche indipendentemente:
  - Radioattiva: nel caso di personaggi come Hulk o l'Uomo Ragno che hanno ottenuto i loro poteri a causa di alterazioni genetiche indotte provocate, per vari motivi, da radiazioni.[8]
  - Sperimentale: simile alla causa radioattiva, è relativa a personaggi come Norman Osborn / Green Goblin, Curt Connors / Lizard ed è dovuta a sperimentazioni scientifiche volontarie o meno, dalle conseguenze talvolta inaspettate o casuali, talvolta previste o forzate.